# Диотима
Диоти́ма или Диоти́ма из Мантине́и (греч. Διοτίμα) — жрица, жившая в древней Мантинее (греч. Μαντίνεια, древний город в Аркадии или Аркадах (греч. Αρκάδες) — области Древней Греции), которая играет важную роль в Платоновом диалоге «Пир» (греч. «Συμπόσιο» — дословно: «Симпозиум»). Её идеи — происхождение понятия Платонической любви. Так как единственный источник относительно неё — Платон, неясно, была ли она настоящим историческим персонажем или просто вымышленным созданием. Однако почти все персонажи диалогов Платона соответствовали реальным людям, жившим в древних Афинах.

## Роль в Пире Платона
На Пире Платона его участники обсуждают значение любви. Сократ — самый важный оратор. По его словам, в его юности ему преподавала «философию любви» некая Диотима, которая была провидицей или жрицей. Сократ также утверждает, что Диотима успешно победила эпидемию чумы в Афинах, бушевавшую там примерно в 429 г. до н. э.
В диалоге Сократ также рассказывает, будто Диотима дала ему генеалогию Любви (Эрос), заявляя, что он — сын «Богатства и Нужды» (греч. Ο γιος των πόρων και των αναγκών). По её мнению, любовь — средство достижения Блага и Бессмертия. Для Диотимы и для Платона вообще, самое правильное использование любви к другим людям должно направить ум к Любви и Мудрости.
Будучи проникнут подлинной «платонической» любовью, красивый (прекрасный) человек вдохновляет ум и душу и направляет внимание к вещам неизменным и вечным, не отказываясь от земной жизни. Любовь — это стремление к благу и бессмертию, которым «беременен» каждый человек. Но есть обычное разрешение этого состояния. Когда человек готов к тому, чтобы произвести роды он встречает возлюбленную и даёт начало новой жизни, таким образом обеспечивая бессмертие роду. Но есть и второй способ родов — когда человек стремится к Благу и обретению бессмертия. И это другой путь.

## Личность Диотимы
В переводе с греческого имя Диотима (Διοτίμα ← Δίας (Зевс) + τιμή (честь)) обозначает «честь Зевса» или «уважаемый (-ая, -ое) Зевсом». Платон, как полагали некоторые учёные большей части XIX — начала XX веков, использовал в качестве прототипа Диотимы Аспасию, вторую жену Перикла, настолько он был впечатлён её интеллектом и остроумием. Идентичность Диотимы и Аспасии опровергает диалог Платона «Μενέξενоς» (Menexenos), где Аспасия выступает под своим именем. Таким образом появился вывод, что Платон не использовал вымышленные имена, и Диотима — реальная историческая фигура.

## Использование её имени
Её имя часто использовалось в качестве прозвища для философских или художественных произведений, журналов, эссе, и т. д. Имя Диотима в XVIII веке в Европе традиционно давалось возлюбленной или музе философа, поэта.
- Польская поэтесса Ядвига Лущевская (пол. Jadwiga Łuszczewska; 1834—1908) использовала псевдоним Diotima (Диотима).
- Немецкий поэт Фридрих Гёльдерлин скрыл за именем Диотимы свою возлюбленную Сюзетт Гонтар[англ.], которая вдохновила его написать роман «Гиперион, или Отшельник в Греции». В этой работе некий вымышленный персонаж под именем Гиперион встречается с Диотимой и влюбляется в неё. Также Диотиме посвящён ряд стихотворений Гёльдерлина.
- Голландский философ Тибериус Гемстергёйс так называл княгиню А. Голицыну.
- Итальянский композитор Луиджи Ноно использовать её имя как часть названия в одной из своих наиболее важных работ — струнного квартета «Fragmente-Stille, an Diotima», в котором он также использовал фрагменты писем Гипериона Фридриха Гёльдерлина.
- Диотима — прозвище одной из главных героинь в романе «Человек без свойств» Роберта Музиля, кузины Ульриха Эрмелинды («Гермины») Туцци.
- Диотима — символ Лени Рифеншталь в немом кино «Святая Гора» (нем. Der Heilige Berg).
- Диотима появляется в коротком стихотворении «Лето» Бориса Пастернака.
- В роли Диотимы выступает Лидия Зиновьева-Аннибал на так называемых «Вечерах Гафиза»[3].
- В честь Диотимы назван астероид (423) Диотима, открытый в 1896 году.